# Nina d'ivori romana
La nina d'ivori es tracta d'una joguina romana pertanyent als segles III-IV dC (època baix imperial) trobada l'any 1927 a la necròpolis paleocristiana de Tarragona. La nina es localitzà en l'interior del sarcòfag d'una nena morta a l'edat de cinc o sis anys, formant part del dipòsit funerari d'aquesta. El material en què està treballada la peça és l'ivori i les seves dimensions són de 23 cm d'alçada x 6,5 cm x 1,5 cm. En destaquen els braços i cames articulats, així com la seva cabellera, dividida en dos grans bucles que baixen fins a la meitat del coll, d'on, en forma de trenes, les dues meitats de la cabellera pugen a l'alt del cap formant una alta trossa a la qual els literats de l'època anomenaven com "torre". El seu pentinat és de gran importància, ja que permet assenyalar una data aproximada de l'obra d'art, al voltant del segle IV dC. La peça ha estat posteriorment restaurada per M. Àngels Jorba del Centre de Restauració de Béns Mobles de Catalunya.
En la troballa també van aparèixer restes de fil d'or al costat de la peça, les quals confirmen que aquesta nina estava abillada amb vestimentes que imitaven la roba de l'època. S'ha interpretat que les persones que van haver d'enterrar la nena pensaven que era el que ella més s'estimava i, per això, van voler que ambdues reposessin juntes.
Es tracta d'una de les peces més emblemàtiques de l'arqueologia tarragonina, una obra mestra del mateix tipus que la cèlebre de la jove Tryphaena de l'Antiquarium de Roma.